# Fallout (videohra)
Fallout je počítačová hra z roku 1997 od Interplay Entertainment, první díl série Fallout.

## Gameplay
Fallout je 2D RPG s otevřeným světem.
RPG prvky jsou založeny na originálním systému SPECIAL, který je používán v celé herní sérii. Hráč si na začátku hry může vybrat jednu ze tří předvytvořených postav (které odpovídají klasickým RPG archetypům Bojovník/Lupič/Diplomat), anebo si pomocí přidělení bodů do statistik vytvořit vlastní.
Hlavní postava se pohybuje po dvou herních mapách – větší, která je používána k přesunu mezi městy (a kde dochází k náhodným setkáním), a menší, která znázorňuje samotné ulice měst (případně jiné lokace, jako jsou domy, farmy, jeskyně aj.). Zkušenosti jsou získávány bojem, konverzacemi, používáním schopností a plněním questů. Většina questů má více způsobů řešení a hráč se může rozhodnout, který si vybere. Tyto volby jsou pak reflektovány nejen v příběhu (prostřednictvím vyprávění v epilogu), ale i v samotné hře (v dialozích a přístupu k dalším questům). Hra také obsahuje systém karmy a reputací, který upravuje reakce NPCs na hráčovu postavu. Při získání dostatečného počtu zkušeností se hlavní postava dostává na další úroveň, což zlepšuje její schopnosti a umožňuje hráči vybírat si dodatečné bonusy.
Boj se koná prostřednictvím tahů, kdy hráč používá omezený počet akčních bodů k provádění akcí jako je pohyb, útok, používání předmětů apod. Konverzace s jinými postavami probíhají prostřednictvím dialogových oken s možností vybírání odpovědí. Oproti jiným soudobým RPG hrám jsou statistiky postavy v konverzacích zohledněny, a tak například vysoká inteligence otevírá nové dialogové možnosti, zatímco vysoká síla umožňuje zastrašování.

## Příběh
Úvodní video hry stručně shrnuje situaci – v roce 2077 proběhl konflikt o nerostné suroviny, který nakonec přerostl v jadernou válku. Aby se lidé uchránili před dopadem nukleárních zbraní, schovali se ti, již mohli, v podzemních krytech, tzv. Vaultech. Místo zbylo samozřejmě jenom pro některé, a proto byla drtivá většina lidí vystavena nemilosrdným podmínkám po výbuchu atomových bomb.
Příběh začíná v roce 2157 ve Vaultu 13. Nikdo nic netuší o vnějším světě, neboť současná generace již pochází z Vaultu, nikoliv z okolního světa. Hra začíná v okamžiku, když se porouchá počítačový čip zajišťující čištění vody – bez něj do 150 dnů všichni ve Vaultu zemřou. Hráčova postava, ve hře nazývaná jako Vault Dweller (Obyvatel Vaultu), je pověřena nalezením náhrady – Správce Vaultu mu předává vybavení a hermetickými dveřmi jej propouští ven.
Vault Dweller vychází na povrch a zjišťuje, že i přes proběhlou válku se lidstvo vzpamatovalo a v pustině se nyní nachází několik nových osad. Pod Nekropolí, troskami města obydlenými Ghúly (lidmi, kteří kvůli radiaci prodělali nesmrtící mutace), nachází další Vault, ze kterého získává náhradní vodní čip.
Po nalezení čipu a jeho dopravení zpět do Vaultu 13 však dostává od Správce druhý úkol. Během svého putování se totiž hráč potkal se nepřátelskými Supermutanty, kteří jsou příliš početní a organizovaní na to, aby vznikli přirozeně. Je proto vyslán zpět do Pustiny, aby odhalil jejich zdroj a eliminoval jej dříve, než začnou Supermutanti představovat hrozbu i pro Vault 13.
V katedrále, která se nachází poblíž bývalého Los Angeles a která je postavena na dalším z Vaultů, potkává Vault Dveller Vůdce – Vůdce je těžce zmutovaný muž sloužící jako hlavní antagonista hry. Jeho plán, zvaný Jednota, spočívá v přeměně všech lidí pomocí tzv. F.E.V. (Forced Evolutionary Virus – produkt předválečného výzkumu s cílem vytvořit dokonalého vojáka budoucnosti) na Supermutanty – tím by nejenom vybavil lidstvo schopnostmi lepšími k přežití, ale také odstranil veškeré rozdíly a nerovnosti, které podle něj stály za předchozí válkou. Tento plán by však zahrnoval zničení Vaultu 13, a tak je Vůdce hráčem buď zabit v boji, anebo přesvědčen, že jeho plán je odsouzen k nezdaru (F.E.V. totiž způsobuje sterilitu, a tak všichni Supermutanti dříve nebo později vymřou), načež páchá sebevraždu. Ať už je konfrontace vyřešena jakkoliv, Vůdcova smrt spustí atomovou bombu a výbuch srovná Vault i katedrálu se zemí.
Druhým úkolem je zničit zdroj nových mutantů. Tím jsou Supermutantí kasárna a obří kádě s virem na vojenské základně Mariposa. Mariposa, stejně jako Katedrála, disponuje autodestrukčním zařízením, které po spuštění zničí kádě a celou základnu zavalí kamením.
S porážkou Vůdce se z Vault Dwellera stává hrdina, ovšem před vchodem do Vaultu 13 na něj čeká Správce, který jej odmítne znovu pustit dovnitř. Obává se totiž, že toto úspěšné tažení může inspirovat i další obyvatele k tomu, aby opustili Vault a vypravili se do okolního světa. Proto jej vyhostí zpět do Pustiny, kam také Vault Dweller v závěrečném videu odchází (pokud hráč v průběhu hry nasbíral negativní karmu, nebo se tak sám rozhodne, zabije ještě předtím Správce jedinou ranou do zad). Epilog hry popisuje osudy jednotlivých osad a mění se v závislosti na předchozích hráčových činech.
Hra obsahuje i nekanonický špatný konec, pokud se hráč rozhodne přidat k Jednotě – v něm je hlavní hrdina přeměněn na Supermutanta, načež vede úspěšný útok na Vault 13 a jeho Správce osobně zabíjí.
Vývojářské hledisko: Fallout vytvářela relativně uzavřená (ze dnešního hlediska směšně malá) skupina nadšenců kolem již tehdy zkušeného vývojáře Tima Caina. Na rozdíl od dalších dílů od hry nikdo nic nečekal, což vedlo k poměrně klidnému vývoji a v neposlední řadě také k velké kreativní svobodě. Přes částečné přesvědčení, že vývoj probíhal ve "100% svobodě", museli autoři podle svých slov proti své vůli změnit některé z herních konců na méně pesimistické.